# Tom Donnenwirth
Tom Donnenwirth (* 19. Januar 1998 in Aurillac) ist ein französischer Radrennfahrer, der auf der Straße aktiv ist.

## Sportlicher Werdegang
Nachdem sich Donnenwirth in seiner Kindheit und Jugend in verschiedenen Sportarten ausprobiert hatte, begann er während der High School mit dem Triathlon. Dabei spezialisierte er sich auf den Xterra und war Teilnehmer an den Xterra-Weltmeisterschaften auf Hawaii.
Nach einem zweijährigen Studienaufenthalt auf der Insel Réunion kehrte Donnenwirth 2020 nach Frankreich zurück und erwarb auch eine UCI-Lizenz als Radrennfahrer, 2022 wechselte er komplett zum Radsport. Im selben Jahr gewann er die Tour du Gévaudan Occitanie und wurde Gesamtzweiter der Tour de Guadeloupe. Zur Saison 2023 wurde er Mitglied im französischen Verein SCO Dijon, mit dem er zahlreiche Top-10-Platzierungen bei Rennen des nationalen Kalenders einfuhr. Auf internationaler Ebene wurde er Gesamtdritter der Tour de la Mirabelle.
Nach seinen Ergebnissen in der Saison 2023 erhielt Donnenwirth 2024 die Chance, sich mit dem Decathlon AG2R La Mondiale Development Team international zu präsentieren. Zwar blieb er ohne Sieg, stellte aber seine Fähigkeiten in den Bergen als Dritter der Alpes Isère Tour und Vierter der Tour de l’Ain unter Beweis. Zum Saisonabschluss beendete er die Tour of Britain als Gesamtdritter und distanzierte zahlreiche Profis aus der UCI WorldTour.
Zur Saison 2025 erhielt Donnenwirth einen Profivertrag, überraschend nicht beim Decathlon AG2R La Mondiale Team, sondern beim Konkurrenten Groupama-FDJ, wo er zunächst Helferaufgaben übernehmen soll. Seinen ersten Renneinsatz für sein neues Team hatte er bei der Muscat Classic, die er als Fünfter beendete.

## Palmarès
2025
- eine Etappe Tour de l’Ain